# China National Gold Group Corporation
China National Gold Group Corporation (CNGC или China Gold) — центральная государственная китайская золотодобывающая корпорация, в основном занимающаяся добычей и переработкой золота, серебра, меди и молибдена. Компания была создана в 2003 году реорганизацией China Gold General Corporation, работающей с 1979 года. Корпорация подчинена Комитету по контролю и управлению государственным имуществом Китая.

## Добыча

### Внутри государства
Основные рудники компании находятся во Внутренней Монголии и Тибете. Чанг Шань Хао (CSH) является золотым рудником во Внутренней Монголии и будет производить около 200 000 унций в 2014 году согласно руководству компании.
В 2008 году Ivanhoe Mines продал контрольный пакет в 42 % в золотодобывающих компаниях Jinshan Gold China National Gold. Обе компании также договорились о создании «Стратегического партнерства в области изучения Китая».
Компания начала разработку золотого и медного рудника Jiama в Тибете в 2008 году, взяв на себя инвестиции в размере 520 миллионов долларов, и это являлось тогда крупнейшим проектом в провинции. Чтобы поддерживать хорошие отношения с местными сообществами, компания объявила о найме 191 местного жителя и заявили о том, что 35 % рабочей силы будут не ханьцы, это самый высокий процент в любой шахте Китая. Оползень в марте 2013 года похоронил рабочий лагерь, в результате погибли 83 горняка, двое из которых были тибетцы. Правительственные чиновники пояснили, что оползень был вызван «естественной геологической катастрофой», а не плохим отношением к шахтерскому труду. Статья в журнале «The Economist» поставила под сомнение строительство рабочего лагеря в районе опасной геологии.
В апреле 2016 года,China Gold приобрела 82 % акций в Цзиньфэн золотого рудника в Южной провинции Гуйчжоу от Эльдорадо золото за 300 миллионов долларов. При условии пересмотра нормативных актов, покупка была утверждена в сентябре того же года.

### Международная
В погоне за дополнительными активами золотодобычи, материнская компания и её дочерняя компания по международному развитию China Gold International Resources активно занимаются разведкой заморских золотых приисков. Объясняя стратегию приобретения Южно-Китайской утренней почты, исполнительный директор China Gold International Resources Сун Синь заявила, что компания ревностно занимается разведкой месторождений золота, меди и серебра во всем мире как в развитых, так и в развивающихся странах. Он заявил, что нынешнее предпочтение компании заключается в приобретении и партнерстве в странах, близких к Китаю, в частности в Монголии, России и в Центральной Азии, но также рассматривают Канаду, Австралию и США и различные направления инвестиций.

#### Африка
Компания ведет переговоры с канадской золотодобывающей компанией Banro, чтобы создать совместное предприятие по разработке рудников и поддержке электроснабжения в Демократической Республике Конго. Предварительные переговоры между шахтерами были представлены в апреле 2011 года, когда компании подписали необязательный меморандум о взаимопонимании (МОВ).
China Gold сделала ставку на конец 2012 года для операций в Barzick Gold в Танзании в сделке, которая превысила бы 2 миллиарда долларов. Однако сделка не проходила из-за разногласий, которые включали в себя неожиданное увеличение налогов, взимаемых Танзанией для использования преимуществ выигрыша капитала от успешной сделки и компенсации за прошлые насильственные эпизоды между Барриком и сельскими жителями. Несмотря на эту неудачу, энтузиазм в отношении создания сделки был повторен в сентябре 2013 года, это известно из комментария, сделанном исполнительным директором China Gold Джерри Се в Reuters, когда он заявил, что компания продолжает искать большие потенциальные сделки.
В декабре 2013 года China Gold приобрела Soremi, дочернюю компанию по добыче меди, расположенную в Республике Конго, от Gerald Group, американской торговой компании по торговле металлами. Это ознаменовало начало совместного предприятия между China Gold и Gerald Group для дальнейшего развития проекта.
В 2014 году, главный исполнительный China Gold Song XIn подтвердил, что переговоры об инвестиции в африканские активы Айвенго Майнс Лтд. были уже не активны, после того, как переговоры были начаты в предыдущем году.

#### Центральной Азии
В январе 2012 года CNGC приобрела месторождение медно-золотого месторождения Куру-Тегерек, медно-золоторудное месторождение, расположенное в Кыргызской Республике, за 21 млн. Долл. От Группы Чаоюэ. Шахта содержит 97,36 тонн золота и 1,02 миллиона тонн меди.

## Другие направления бизнеса
В основном компания занимается добычей полезных ископаемых. Тем не менее, у неё также есть розничный бизнес, предлагающий золотые и серебряные слитки, изготовленные по индивидуальному заказу. Вне горных работ и полезных ископаемых компания участвует в услугах по стерилизации облучением для пищевых, медицинских и косметических компаний в Китае, Гонконге и Макао. Дочерние компании также занимаются контрактной инженерией, импортом и экспортом, а также трудовыми услугами для более чем 40 зарубежных компаний. China Gold также выпускает новостные публикации в области золотодобычи и является официальным новостным изданием для Шанхайской биржи золота и Шанхайской алмазной биржи.
Это единственная китайская компания, представляющая Китай в Всемирном Совете по золоту.

## Дочерние компании
- China Gold Co. Ltd. — переработка золота, серебра и цветных металлов, основана в 2000 году.
- Zhongyuan Gold Smelter Co. Ltd. — аффинаж золота, работает с 1986 года, производительность 100 тонн в год.
- China National Gold Group Gold Jewellery Co. Ltd. — производство ювелирных украшений и продажа их через собственную сеть магазинов[3].